# McFarland (Kalifornia)
McFarland város az USA Kalifornia államában, Kern megyében. Lakosainak száma 14 161 fő (2020. április 1.).

## Népesség
A település népességének változása:
| Lakosok száma | 12 707 | 19 044 | 14 161 |
|               | 2010   | 2016   | 2020   |